# Matrinchã
Matrinchã là một đô thị thuộc bang Goiás, Brasil. Đô thị này có diện tích 1150,891 km², dân số năm 2007 là 5001 người, mật độ 4,3 người/km².